# Another World
Another World (с англ. — «Другой мир») — компьютерная игра фирмы Delphine Software в жанре action-adventure. Оригинальная версия вышла в 1991 году, а в 2005 и 2013 годах вышли осовремененные переиздания с улучшенной графикой. В 2011 году игра была издана на платформе iOS. В 2012 году издана на платформе Android.

## Другие названия
В США игра вышла под названием Out of This World, чтобы избежать сходства с сериалом «Другой мир». По совпадению, в 1987—1991 году на экраны США выходил сериал Out of this World.
В Японии игра известна как Outer World.

## Сюжет
Молодой учёный-физик Лестер Найт Чайкин проводил физический эксперимент на синхротроне, когда молния ударила в установку. В результате произошедшей реакции учёный оказался заброшен на неизвестную планету, где подвергается множеству опасностей. Ему противостоят разнообразные опасные животные, технические ловушки и огромные гуманоиды, заточившие его в тюрьму и пытающиеся убить. Среди гуманоидов герой находит настоящего друга. Сражаясь с врагами и разгадывая хитроумные загадки, герой должен выжить.

## Игровой процесс
Управление обычное для игр того времени. Задействованы пять клавиш — клавиши-стрелки и «огонь»; всё богатство телодвижений героя реализовано умелым совмещением функций.
Видеовставки есть, но скупые. Очень много постановочных сцен полностью интерактивны: например, Лестер перебегает на другой экран, и в это время его бьёт солдат, а затем поднимает за шкирку (пистолет при этом куда-то улетает). Нужно нажать пробел (Лестер пинает солдата в пах), в подкате подобрать пистолет и расстрелять врага.
В Another World нет сохранения в любом месте. Игра разбита на ряд локаций, которые можно переигрывать произвольное число раз. Когда персонаж умирает, выдаётся код последней локации; введя его при запуске, можно возобновить прохождение с начала этой локации.

## История игры

### Разработка
Работая художником-мультипликатором в компании Chips, выпускающей компьютерные игры, Эри́к Шайи́ (фр. Eric Chahi) загорелся идеей сделать собственную игру. Больше всего его впечатлила кинематографическая игра Dragon's Lair для Amiga. Шайи решил сделать игру без текста и без статус-строки — всё, что хотел выразить автор, выражается посредством геймплея и видеовставок. В игре была применена новая на то время технология векторного морфинга, ставшая предтечей Macromedia Flash. Это сократило объём: вместо шести дискет Dragon’s Lair, игра полностью уместилась на одну 5-дюймовую дискету высокой плотности (1,2 мегабайта).
Шайи разрабатывал игру в одиночку — лишь музыку написал Жан-Франсуа Фрейта́ (фр. Jean Francois Freitas). Разработка заняла два года. Первый год пошёл на написание движка и начальной заставки, второй — на всё остальное. Чёткого плана разработки не было, многое Шайи выдумывал на ходу.
Для записи видео применялась видеокамера, после этого ключевые кадры подготавливались методом ротоскопирования в самодельном векторном редакторе. Шайи нашёл видеоплеер, который мог показывать стоп-кадры (на то время не каждая модель была способна на такое), и подсоединил его через Genlock-плату к своей Amiga. По словам Шайи, плеер через некоторое время самоотключался, поэтому обрисовка каждого кадра напоминала гонку на время. Результатом этой кропотливой работы стало очень качественное и реалистичное воспроизведение движения персонажей при помощи довольно скромных технических средств, что, несомненно, способствовало успеху игры у пользователей. В этом отношении Another World схож с игрой Prince of Persia, построенной, однако, на совершенно ином (спрайтовом) графическом движке.
Скрипты программировались на простейшем ассемблероподобном языке с зачатками многозадачности.

### После выхода
Игра вышла под лозунгом: «Земля создавалась шесть дней. „Другой мир“ занял два года». Первая версия для Amiga стала объектом как восхвалений, так и критики. Шайи учёл всю критику и усовершенствовал игру (заодно добавив несколько новых локаций). С помощью Даниэля Море́ (англ. Daniel Morais) был сделан порт для DOS.
После создания игры Шайи покинул Delphine Software. Уже без него эксклюзивно для Sega CD вышел сиквел Heart of the Alien, прохладно принятый игроками. Впрочем, более позднюю игру Flashback: Quest of Identity, сделанную совсем в другом сеттинге, игроки приняли как продолжение.

### Переиздания игры
В концовке для 3DO есть переходная сцена к продолжению (Heart of the Alien), рассказывающая, как друг попал в тюрьму,— на его деревню напал злой народ, он достал энергохлыст и долго отбивался, но попался в сеть. Само продолжение — эксклюзив для Sega CD.
В 1995 году вышел порт для Windows 3.1, с музыкой, переписанной в MIDI.
Сирил Кодорган (англ. Cyril Codorgan), дизассемблировав движок, воспроизвёл его, и в 2004 году вышел неофициальный порт для GameBoy Advance. К тому времени компания Delphine Software обанкротилась, и Шайи получил права на бренд Another World. В 2005 году Кодорган договорился с Шайи о порте для Symbian OS.
В 2006 году Шайи, Кодорган и Эммануэль Ривуар (англ. Emmanuel Rivoire) выпустили Another World Collector’s Edition для Win32. Новая версия работает под DirectX 8. Фоны (изначально векторные) перерисованы в растре под разрешение 1280×800.
Также в 2006 году в состав эмулятора Amiga Forever вошла Amiga-версия игры Another World.
В 2007 году был выпущен порт для Pocket PC.
22 сентября 2011 года игра появилась в магазине App Store, имея при этом поддержку iPhone, iPad 1-2 и iPod touch, при наличии у них операционной системы iOS 3.1.3 и выше.
В 2013 году было выпущено переиздание игры, получившее подзаголовок 20th Anniversary Edition, с картинкой высокой чёткости и несколькими дополнительными особенностями для Windows и OS X. В июне 2014 года игра стала доступна на PlayStation 3, PlayStation 4, PlayStation Vita, Wii U, Nintendo 3DS и Xbox One.

## Продажи
Летом 2018 года, благодаря уязвимости в защите Steam Web API, стало известно, что точное количество пользователей сервиса Steam, которые играли в Another World 20th Anniversary Edition хотя бы один раз, составляет 89 421 человек.